# Bembecia fortis
Bembecia fortis is een vlinder uit de familie wespvlinders (Sesiidae), onderfamilie Sesiinae.
Bembecia fortis is voor het eerst wetenschappelijk beschreven door Diakonoff in 1968. De soort komt voor in het Oriëntaals gebied.